# Mario Lepe
Mario Enrique Lepe González (Santiago de Chile, 25 de marzo de 1965) es un exfutbolista y entrenador chileno. Jugó toda su carrera en la Universidad Católica como volante de contención. Varias veces integró la Selección de fútbol de Chile. 
Para los hinchas del equipo cruzado es considerado uno de los máximos ídolos de la institución, junto con Sergio Livingstone, Alberto Fouillioux e Ignacio Prieto, lo cual se refleja en los nombres de las tribunas del estadio San Carlos de Apoquindo, que llevan los nombres de estos cuatro jugadores. Con 635 partidos, es el jugador que más encuentro disputados tiene con la institución.

## Trayectoria
Óscar, su hermano menor, también fue futbolista. Durante la década de 1990, tuvo un destacado paso por los conjuntos de Deportes Concepción y Deportes Temuco.

### Como futbolista
Oriundo de Santiago, comenzó a jugar al fútbol a los 7 años en las inferiores de Municipal Las Condes. A los 12, se trasladó a las inferiores de Green Cross-Temuco sede de Santiago, donde fue dirigido por Mario Moreno. En 1979, se disuelve la sede por motivos económicos, por lo que arregla su incorporación a las inferiores de Universidad Católica. 
Desempeñándose como volante de contención, jugando por dicho club obtuvo los títulos nacionales de 1984, 1987 y Apertura 1997; Copa Chile de los años 1983, 1991 y 1995, y la Copa República en el año 1983. Además ganó ocho ediciones de la Liguilla Pre-Libertadores. Entre sus mayores logros, se encuentran haber alcanzado el subcampeonato de Copa Libertadores 1993, y la Copa Interamericana 1994, único título internacional del club. De esta forma, Lepe se convirtió en el jugador que más veces ha defendido la camiseta de la Universidad Católica, junto con ser uno de los más laureados con la camiseta cruzada.
Por otra parte, la vida futbolística de Lepe se vio marcada por las lesiones, aunque de todas ellas logró recuperarse con entereza para volver a la titularidad, que nunca le fue arrebatada cabalmente.

### Como entrenador
Posteriormente a su retiro en el año 2000, asume la dirección técnica de la sub-17 de la Universidad Católica. El 2 de octubre de 2008 asume interinamente la banca del primer equipo de la Universidad Católica, sucediendo a Fernando Carvallo y debutando así como técnico profesional.  Bajo su dirección, el equipo subió su nivel en el torneo local, logrando clasificar a los play-offs, en donde es eliminado por Rangers de Talca en cuartos de final. Dirigió 8 partidos como técnico interino de Universidad Católica con 4 victorias, dos empates y dos derrotas. Tras estar dos meses como técnico interino, es cesado de sus funciones y vuelve a ser entrenador de las divisiones inferiores. Al final de la temporada 2009, la ANFP premia a Mario Lepe como el Mejor Director técnico del Fútbol Joven 2009.
El 27 de junio de 2011 es presentado nuevamente como entrenador del primer equipo de la Universidad Católica, esta vez con un contrato de un año, reemplazando a Juan Antonio Pizzi que dejó el club para asumir la dirección técnica de Rosario Central. Durante su dirección, en el Torneo Clausura 2011 y la Copa Sudamericana 2011, tuvo 5 derrotas consecutivas, esto sumado a una temprana eliminación en la segunda fase de la Copa Libertadores 2012, desencadenaron su despido el 19 de abril de 2012. Sin embargo, logró obtener el título de la Copa Chile 2011, derrotando en la final a Magallanes.
Posteriormente, asume en 2013 la dirección técnica de Naval, club con el que realiza una campaña regular. Al inicio del torneo de clausura, sumó 3 derrotas consecutivas, lo cual bastó para sellar su salida del equipo de la octava región.

## Selección nacional
Debutó el 14 de mayo de 1985 por la selección de fútbol de Chile, bajo la dirección técnica de Pedro Morales y en un partido amistoso ante Argentina. Participó en 3 partidos por las Eliminatorias para México 1986. Además, fue convocado por Arturo Salah para la Copa América 1993, disputada en Ecuador, disputando los 3 partidos de la primera fase.

### Participaciones en Copa América
| Copa              | Sede    | Resultado    | PJ | Goles |
| ----------------- | ------- | ------------ | -- | ----- |
| Copa América 1993 | Ecuador | Primera Fase | 3  | 0     |

### Participaciones en Clasificatorias a Copas del Mundo
| Eliminatorias                    | Equipo | Resultado | PJ | Goles |
| -------------------------------- | ------ | --------- | -- | ----- |
| Eliminatorias Sudamericanas 1986 | Chile  | Eliminado | 3  | 0     |

## Clubes

### Como futbolista
| Equipo               | País          | Temporada     | Part. | Goles | Media goleadora |
| -------------------- | ------------- | ------------- | ----- | ----- | --------------- |
| Universidad Católica | Chile         | 1982-2000     | 635   | 35    | 0.06            |
| Total carrera        | Total carrera | Total carrera | 635   | 35    | 0.06            |

### Como entrenador
| Equipo               | País          | Temporada     | Part. | G  | E  | P  | % Victorias |
| -------------------- | ------------- | ------------- | ----- | -- | -- | -- | ----------- |
| Universidad Católica | Chile         | 2008          | 8     | 4  | 2  | 2  | 58.33%      |
| Universidad Católica | Chile         | 2011-12       | 57    | 27 | 16 | 14 | 58.79%      |
| Naval                | Chile         | 2013-14       | 29    | 9  | 6  | 14 | 37.93%      |
| Total carrera        | Total carrera | Total carrera | 92    | 38 | 24 | 30 | 50%         |

## Palmarés

### Como jugador

#### Torneos nacionales
| Título           | Equipo                    | País  | Año    |
| ---------------- | ------------------------- | ----- | ------ |
| Copa Chile       | C.D. Universidad Católica | Chile | 1983   |
| Copa República   | C.D. Universidad Católica | Chile | 1984   |
| Primera División | C.D. Universidad Católica | Chile | 1984   |
| Primera División | C.D. Universidad Católica | Chile | 1987   |
| Copa Chile       | C.D. Universidad Católica | Chile | 1991   |
| Copa Chile       | C.D. Universidad Católica | Chile | 1995   |
| Primera División | C.D. Universidad Católica | Chile | 1997-A |

#### Torneos internacionales
| Título              | Equipo                    | País  | Año  |
| ------------------- | ------------------------- | ----- | ---- |
| Copa Interamericana | C.D. Universidad Católica | Chile | 1994 |

### Como entrenador

#### Torneos nacionales
| Título     | Equipo                    | País  | Año  |
| ---------- | ------------------------- | ----- | ---- |
| Copa Chile | C.D. Universidad Católica | Chile | 2011 |

### Distinciones individuales
| Distinción                     | Año  |
| ------------------------------ | ---- |
| Mejor Técnico del Fútbol Joven | 2009 |

## Capitán de Universidad Católica
| Predecesor: Patricio Toledo | Capitán de Universidad Católica 1993 - 2000 | Sucesor: Miguel Ramírez |